# Adkins (Texas)
Adkins è una comunità non incorporata degli Stati Uniti d'America della contea di Bexar nello Stato del Texas.

## Geografia fisica
Adkins si trova sulla Loop 1604, quattordici miglia ad est del centro di San Antonio, nella parte orientale della contea di Bexar.